# Ataque al Ferrocarril del Atlántico
El Ataque al Ferrocarril del Atlántico fue un ataque terrorista realizado el 9 de marzo de 1967 por la guerrilla del Ejército de Liberación Nacional (ELN) actualmente considerado como grupo terrorista en Colombia, al Ferrocarril del Atlántico entre Puerto Olaya, Cimitarra y Barrancabermeja (Santander), dejando 9 muertos y 7 heridos.

## Acontecimientos
El Frente José Antonio Galán del ELN con 80 guerrilleros bajo el mando de Fabio Vásquez atacaron con explosivos y luego con armas de fuego en el sitio conocido como Las Montoyas entre Puerto Olaya y Barrancabermeja (Santander) en el Magdalena Medio, al tren pagador del Ferrocarril del Atlántico en el sentido sur a norte.
En el ataque murieron 6 policías y 3 funcionarios del gobierno, quedaron 7 heridos y fueron robados 50 mil pesos de la época.
El periodista mexicano Renato Menéndez y el camarógrafo Armando Salgado, filmaron el asalto que sería publicado en la revista Sucesos de México. El 29 de marzo fue detenido por la inteligencia militar interrogado y expulsado de Colombia el 21 de abril de 1967.

## Consecuencias
Por el testimonio de Renato Menéndez, en la misma época cayeron todos los integrantes de la red urbana del ELN, en Bogotá, Bucaramanga, Barrancabermeja y la región del Río Opón. 